# 网络论坛
網絡論壇，常簡稱為論壇，又稱討論區、討論版等，是種提供在線討論的程序，或由这些程序建立的以在線討論为主的网站。由Usenet在1980年之后開始流行，网络论坛大多在技术上代替了早期的电话为基础的BBS服务。虽然在技术上代替了BBS，很多论坛还保有“BBS”的名称。

## 论坛的管理
站长拥有论坛所有权，而論壇依讨论主题分成不同版块，各个版块由版主管理，一些小型论坛的管理员或超级管理员由站长兼任。为了鼓励会员发言，设有会员积分系统，颁发勋章。一般会员有個性头像和個人签名，而破坏论坛秩序的会员会遭到禁止发言、IP封鎖或取消会员资格的处罚。有些论坛允許非会员发言，有的必须注册会员才能发言。
在版面发无关内容，版主会移动文章到相关的版面或直接删帖，多数论坛不鼓励灌水并设有专门的灌水区。

## 论坛程式
論壇程式一般都有公司或組織開發，下載或購買所發佈的程式包，再利用FTP上傳至網頁空間，常見的論壇程式有下列幾種：
Discuz!
Discuz!是由康盛创想（北京）科技有限公司所開發的PHP論壇程式，目前最新版本為X3.4。最新版本推出BIG5（繁體）、GBK（簡體）、UTF8（繁體、簡體），也有人自行修改為英文版本和泰文版本。
2010年8月24日，騰訊正式收購康盛創想，而Discuz!也成為騰訊旗下的產品。
PHPWind
PHPWind是由杭州德天信息技术有限公司所開發的PHP論壇程式，之前由於操作較難，而且較少著名論壇使用，所以少為人知。但是自从被阿里巴巴收购之后，研发力量投入增加，日益受到广大站长的喜爱，发展速度飞快，目前最新版本為9.0。
PhpBB
PhpBB於2000年6月17日創立，用戶覆蓋全球，支援軟件相當的多元化。由於它簡潔易用，而且完全免費，加上程式錯誤也較少，所以深受歡迎。
vBulletin
商業論壇程式，無免費版。使用PHP指令碼語言編寫，並以MySQL為數據庫。

## 著名论坛
中國大陆

颱風論壇、搜狐论坛、新浪论坛、百度贴吧、天涯论坛、华声论坛、地铁族论坛等。
香港
較為知名的私有論壇為香港討論區、香港高登討論區、LIHKG討論區、Uwants、2000FUN討論區、親子王國等等。
台灣
台灣論壇、巴哈姆特、批踢踢、卡提諾論壇、mobile01、醫聲論壇、伊莉討論區、Kater、Dcard等。
日本
日本对著作权保护较严格，多数论坛禁止转载图片，另外论坛网民较常使用颜文字。较为知名的论坛有5ch、雅虎揭示板、阿修羅揭示板等。
马来西亚
马来西亚的著名中文论坛有：
- 佳禮論壇
- JBTalks
- YANBONG论坛

## 爭議與風險
當在2008年有名的社群網站如Facebook和Twitter開始在部分國家出現、並且在推廣多年之後，某些國家的網路論壇除了瀏覽人數與會員開始流失之外，後期便出現一些光怪陸離的現象，例如被檢舉音樂檔案侵權、大量出現廣告文章（多數是如色情、援交、性藥相關的廣告文宣，有網友推測這跟管理者的怠慢有關）還有不知其意義的惡意詆毀某人的文章還有亂碼等等。
- 此外在台灣，除了在2012年中曾登上各大新聞版面的台灣論壇外，大多數的網路討論區因為在Facebook等社群網站大規模的壓倒性競爭下幾乎都不公開與關閉相關的消息（或者是管理方直接用Facebook來發布關閉論壇的消息），就此其無聲無息地消失。
- 香港也有與台灣類似的情形存在，不過仍有多數是因為政治上的外在因素所致。